# Birmingham (Randy Newman)
"Birmingham" is een nummer van de Amerikaanse singer-songwriter Randy Newman. Het nummer verscheen op zijn album Good Old Boys uit 1974. In december van dat jaar werd het nummer uitgebracht als de eerste single van het album.

## Achtergrond
"Birmingham" is geschreven door Newman en geproduceerd door Russ Titelman en Lenny Waronker. Het nummer is afkomstig van het album Good Old Boys, een conceptalbum dat oorspronkelijk "Johnny Cutler's Birthday" zou heten. In het verhaal van het album is Cutler een typische man uit de Zuidelijke Verenigde Staten die werkt bij een staalbedrijf. In "Birmingham" wordt de familie van Cutler geïntroduceerd, waaronder zijn vrouw Marie en zijn hond Dan. Cutler lijkt een vriendelijke man te zijn die trots is op zijn thuisstad Birmingham. Desondanks is het nummer tussen de regels door een aanklacht tegen het racisme in de Zuidelijke Verenigde Staten. Newman schreef het ter uitleg van de albumopener "Rednecks", dat zeer kritisch is over de inwoners van deze staten.
"Birmingham" klinkt als een ode aan de thuisstad van Newman. Hij is echter geboren in Los Angeles en groeide op tussen Los Angeles en New Orleans. Het nummer is nergens een hit geweest. Desondanks is het een van de populairste werken van Newman. In Nederland stond het nummer tussen 1999 en 2014 jaarlijks in de NPO Radio 2 Top 2000, waarin het in 2000 de hoogste notering behaalde met een 717e plaats.

## NPO Radio 2 Top 2000
| Nummer met noteringen in de NPO Radio 2 Top 2000 | '99 | '00 | '01  | '02 | '03 | '04 | '05  | '06  | '07  | '08  | '09  | '10  | '11  | '12  | '13  | '14  |
| ------------------------------------------------ | --- | --- | ---- | --- | --- | --- | ---- | ---- | ---- | ---- | ---- | ---- | ---- | ---- | ---- | ---- |
| Birmingham                                       | 793 | 717 | 1042 | 773 | 869 | 959 | 1020 | 1038 | 1265 | 1026 | 1054 | 1186 | 1385 | 1625 | 1514 | 1449 |

1. ↑  Een vetgedrukt getal geeft de hoogste notering aan.
2. ↑  Deze tabel is bijgewerkt tot en met de laatste editie (2024).